# Gustav Adolf Daumiller

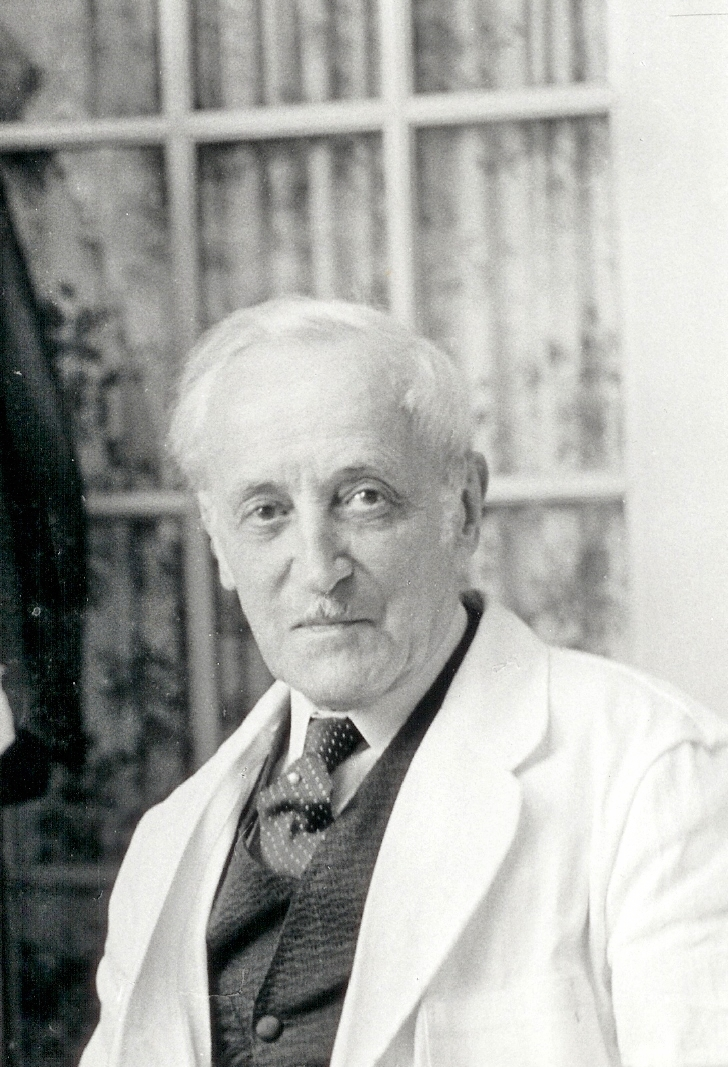
Gustav Adolf Daumiller

Gustav Adolf Daumiller (* 10. November 1876 in Memmingen; † 16. Januar 1962 in München) war ein deutscher Bildhauer und Medailleur.

## Leben
Daumiller wurde als viertes von zehn Kindern geboren. 1898 begann er ein Studium an der Zeichenakademie in Hanau, das er ab 1900 an der Akademie der Bildenden Künste in München fortsetzte. In den Jahren 1902 bis 1904 bildete er sich in London weiter und studierte von 1904 bis 1905 an der Académie Julian in Paris und von 1905 bis 1907 an der dortigen École des Beaux-Arts. Ab 1908 war er in München tätig, besonders bei Adolf von Hildebrand. Ab 1909 war er bei den Kunstausstellungen im Glaspalast regelmäßig vertreten. Neben Groß- und Kleinplastiken schuf Daumiller auch Grabmale, Medaillen und Plaketten.
Er war Mitglied der Münchner Künstlergenossenschaft, der Künstlergesellschaft Allotria sowie des Künstlerwohnungsvereins und In der Zeit des Nationalsozialismus der Reichskammer der bildenden Künste. Für diese Zeit ist seine Teilnahme an 10 großen Gruppenausstellungen sicher belegt, u. a. 1939 an der Großen Deutschen Kunstausstellung in München mit der Reiterstatuette Bannerträger zu Pferd (Bronze), die Theo Memmel für 1500 RM erwarb. Daumiller schuf auch Entwürfe für Plastiken, die von der Firma Rosenthal in Porzellan umgesetzt wurden.
In Memmingen ist eine Straße nach der Familie Daumiller benannt. Gelegentlich sind Arbeiten des Künstlers im Auktionshandel zu finden.

## Werke

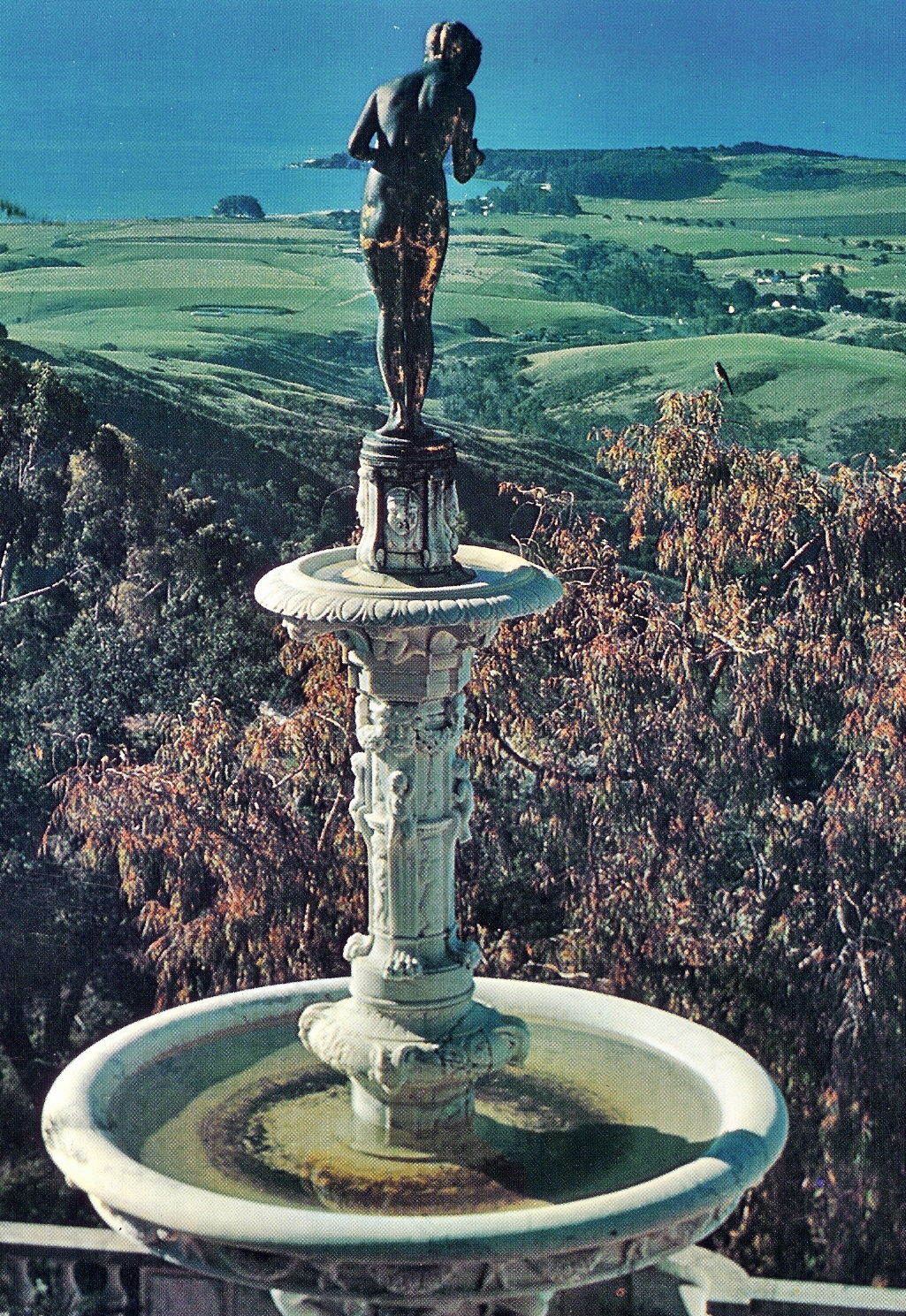
Skulptur Daumillers (San Simeon, California, USA)

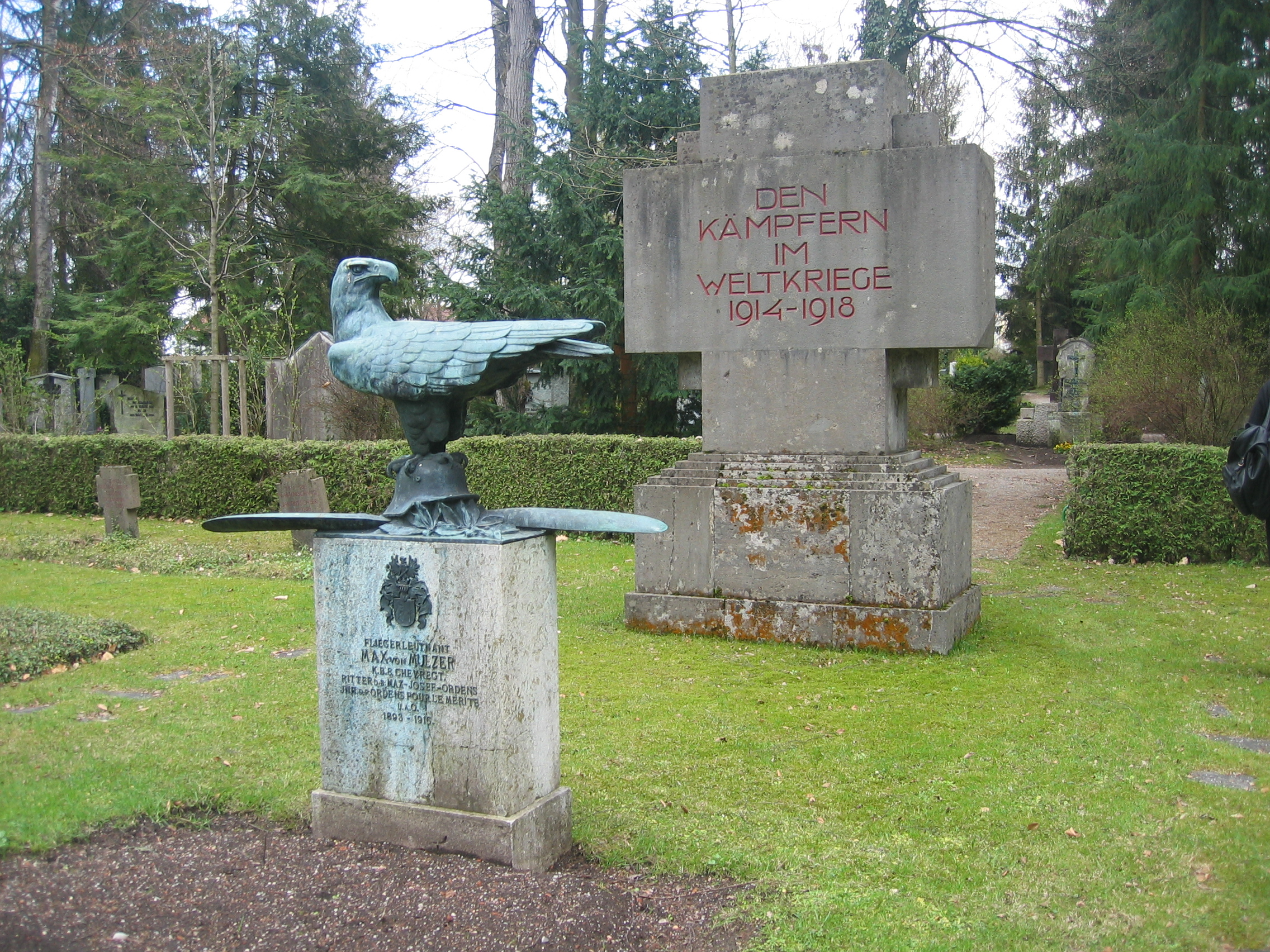
Adler von Daumiller als Kriegerdenkmal des Ersten Weltkrieges auf dem Memminger Waldfriedhof

| Bildtitel                         | Entstehungsjahr |
| --------------------------------- | --------------- |
| Das Märchen                       | 1909            |
| Aphrodite                         | 1910            |
| Neckerei (weibl. Faun)            | 1910            |
| Erste Rose                        | 1911            |
| Äsender Rehbock                   | 1912            |
| Tanzendes Mädchen                 | 1913            |
| Flora                             | 1913            |
| Unschuld                          | 1913            |
| Europa                            | 1914            |
| Ihr Liebling                      | 1914            |
| Lanzenkämpfer                     | 1916            |
| Hindenburgrelief                  | 1916            |
| Unschuld (Majolika)               | 1916            |
| Medaillen                         | 1916            |
| Betender Wittelsbacher zu Pferd   | 1917            |
| Medaillen                         | 1917            |
| Streiter zu Pferd                 | 1918            |
| Krieger mit Sturmhelm             | 1919            |
| Lanzenkämpfer                     | 1919            |
| Europa                            | 1919            |
| Unschuld (Bronze)                 | 1920            |
| Adagio                            | 1921            |
| Europa (Fayence)                  | 1922            |
| Edelhirsch (Bronze)               | 1922            |
| Stier (Bronze)                    | 1922            |
| Pieta                             | 1924            |
| Grablegung                        | 1924            |
| Portraitplaketten                 | 1924            |
| Betender Ritter zu Pferd (Bronze) | 1924            |
| Märchen (Gips)                    | 1925            |
| Erste Rose (Gips)                 | 1925            |
| Die Ausgestoßenen (Bronze)        | 1925            |
| Portraitbüste Dr. R               | 1925            |
| Portraitbüste (Bronze)            | 1926            |
| Auferstehender Christus           | 1929            |
| Jugend (Bronze)                   | 1929            |
| Büste Dr. J.B. (Bronze)           | 1931            |

## Weitere Arbeiten
- Sein Vater

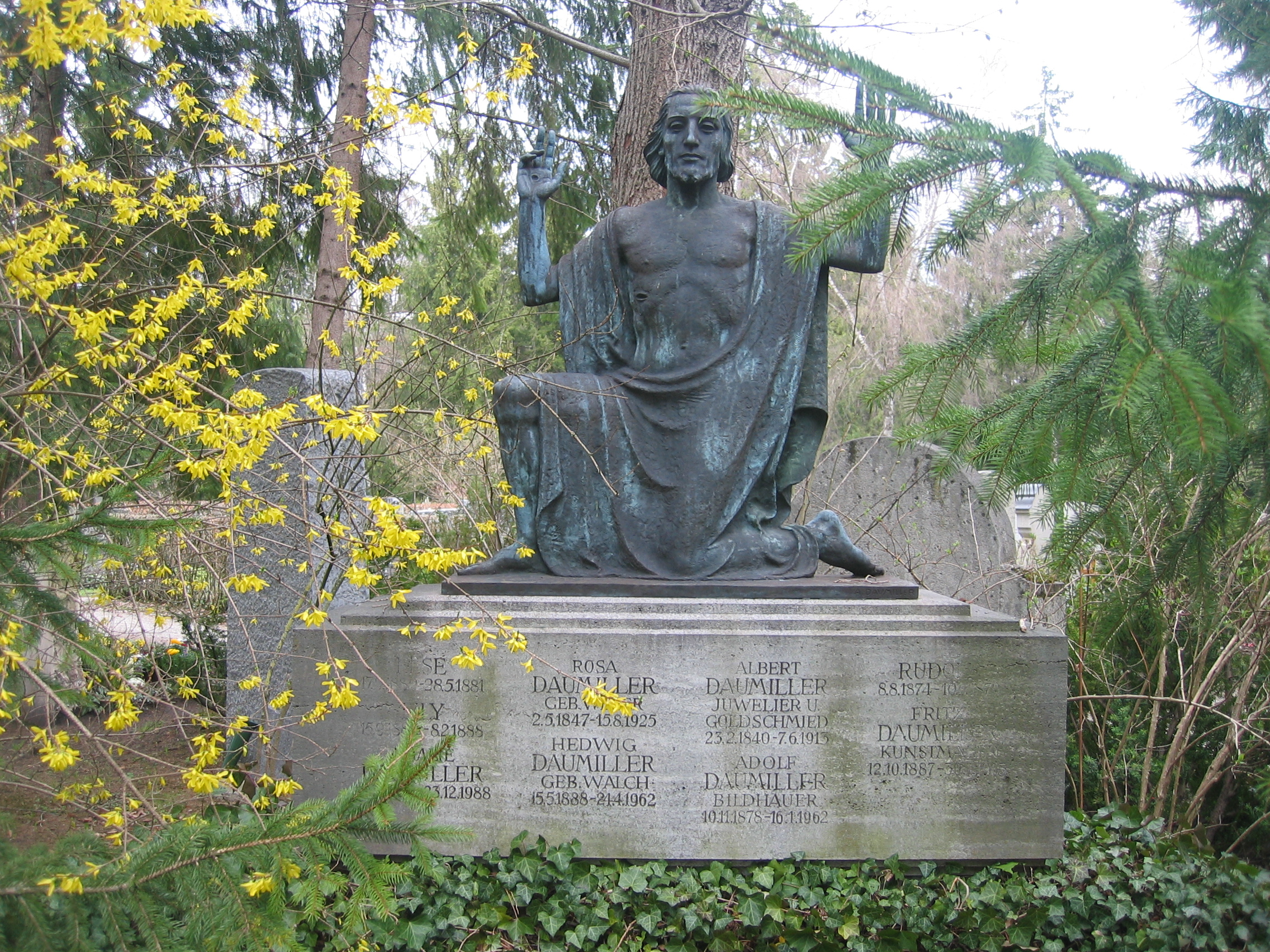
Grab der Familie Daumiller auf dem Memminger Waldfriedhof

- Mädchen mit dem Füllhorn (ca. 1910)
- Sein Bruder als Student
- Grabstätte von Mulzer
- Sitzende
- Stehender weiblicher Akt (Entwurf für Rosenthal, 1936)
- Europarelief
- Weiblicher Faun
- Mädchen mit Blumensträußen
- Löwe
- Christus (Markuskirche München)
- Christus (Auferstehungskirche München)
- Christus (Neuendettelsau)
- Lampen
- Buchstützen
- Schalen
- Aschenbecher
- Petschaften
- Brunnenfiguren in Hearst Castle

## Ausstellungen
- 125 Jahre Gustav Adolf Daumiller, Eröffnung am 15. Mai 2011 im Stadtmuseum Memmingen im Hermansbau